# Bengt Strömgren
Bengt Strömgren (n. 21 ianuarie 1908 la Göteborg - d. 4 iulie 1987) a fost un astronom și astrofizician danez.
A efectuat cercetări în domeniul compoziției chimice a stelelor.
A descoperit că abundența relativă a hidrogenului se situează cam la 70%, iar cea pentru heliu are valoarea aproximativă de 27%.
Înaintea celui de-al Doilea Război Mondial, a descoperit ceea ce ulterior avea să se numească sferele lui Strömgren, uriașe straturi de hidrogen ionizat din jurul stelelor.